# 圣约翰堡

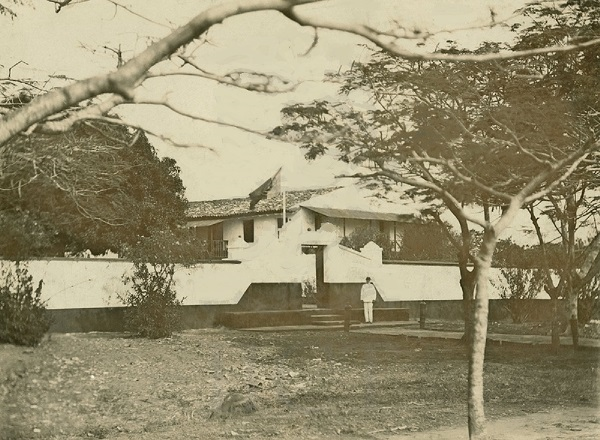
1917年的圣约翰堡

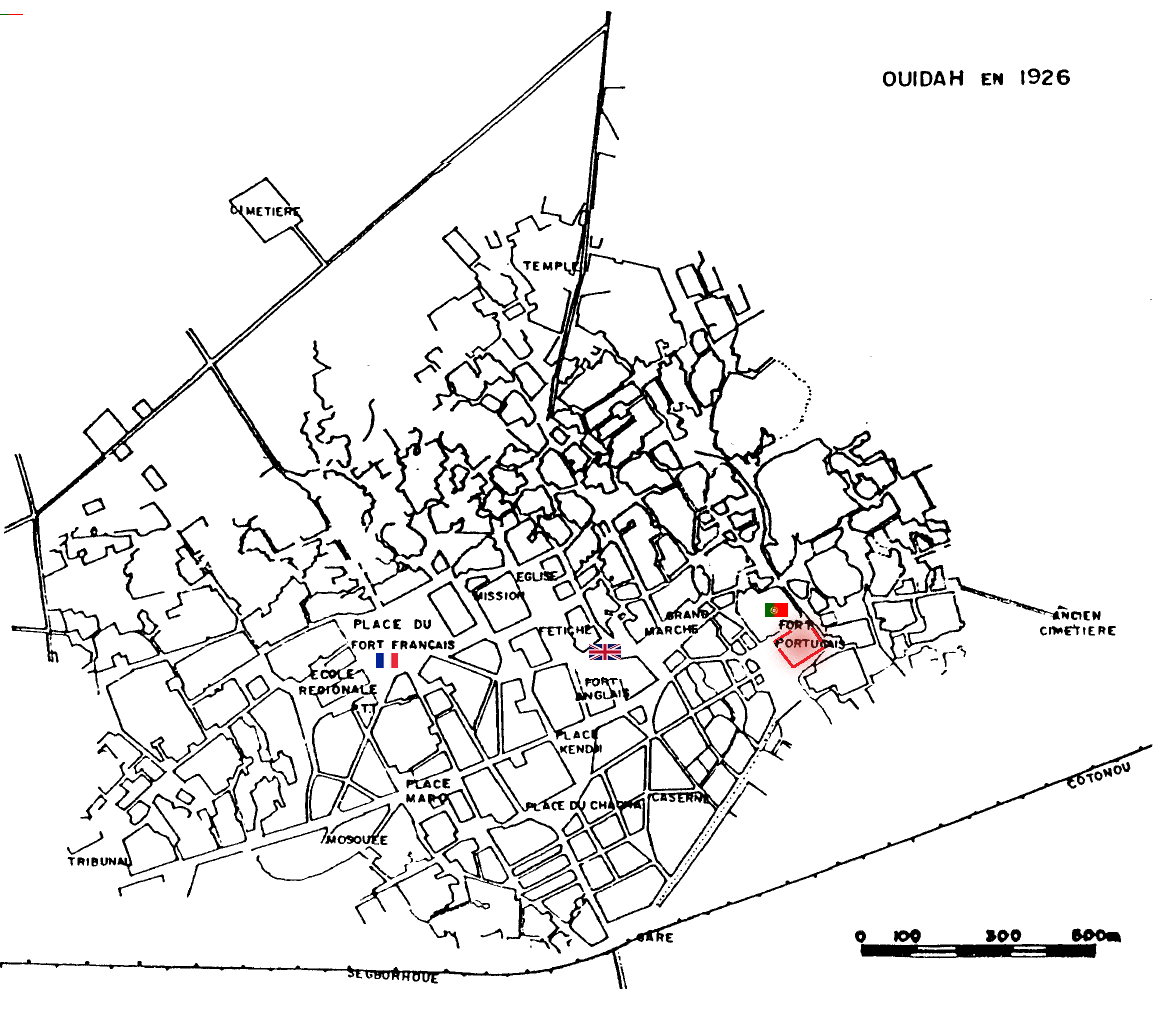
圣约翰堡及其他城堡在维达市的位置

圣约翰堡（葡萄牙語：Forte São João Baptista de Ajudá），全称为“维达的施洗者圣约翰要塞”。曾经是世界上面积最小的殖民地和政治实体之一。面积为11英亩（约4.4公顷），全境由围墙围起，中央为空场，建筑物仅包括四座角楼，分别用作炮台、礼拜堂、住宅和工场。
圣约翰堡位于贝宁（旧名达荷美或奴隶海岸）沿海的维达市。最初是17世纪由葡萄牙奴隶贸易商人建立的贸易站点，从西非内地收购的奴隶被运到这里集合，等待运往巴西。1721年，圣约翰堡正式成为葡萄牙属地，1788年在这里建设了军事要塞。圣约翰堡所在的维达城曾经是西非最大的奴隶贸易站之一，除葡萄牙外，荷兰、丹麦、英国、法国也在这里建有商站。从16世纪末到19世纪初的300多年间，平均每年有超过2万名的黑人奴隶从这里启程，被运往美洲。
19世纪初，随着奴隶贸易成为非法罪行，圣约翰堡逐渐衰落并荒芜，葡萄牙人短期抛弃了该要塞。但1850年代又重返这里，并于1865年重修了要塞。当19世纪末法国对达荷美的影响逐渐增长时，圣约翰堡的实际控制地区从周边10平方公里的地域逐渐退缩到要塞城墙之内。达荷美的法国殖民官员几次要求葡萄牙将该要塞转交给法国，但都遭到了拒绝。该要塞由葡萄牙驻圣多美和普林西比的总督代为管理，由一位军官兼任行政官，此外还有少量士兵。
1960年8月1日达荷美（后改名贝宁）独立后，要求葡萄牙交出圣约翰堡，再次遭到拒绝。其时该要塞内只有5人居住。1961年8月1日，达荷美军队进入圣约翰堡，驱逐了为数仅有2人的葡萄牙居民。此后葡萄牙在联合国多次提出抗议，直至1975年才承认贝宁对圣约翰堡的主权。
现在圣约翰堡已经被辟为维达市的历史博物馆。